# Victoriaville Tigres
Tigres de Victoriaville – juniorska drużyna hokejowa grająca w LHJMQ w konferencji zachodniej. Drużyna ma swoją siedzibę w Victoriaville w Kanadzie.
- Rok założenia: 1987–1988
- Barwy: żółto-biało-czarne
- Trener: Yannick Jean
- Manager: Jérome Mésonéro
- Hala: Colisée Desjardins

## Osiągnięcia
- Coupe du Président: 2002
- Finał Memorial Cup: 2002
- Trophée Jean Rougeau: 1990